# راس كرع (دوعن)
'

تعديل مصدري - تعديل

راس كرع هي إحدى قرى عزلة صيف بمديرية دوعن التابعة لمحافظة حضرموت، بلغ تعداد سكانها 35 نسمة حسب تعداد اليمن لعام 2004.